# Dolls (film 2002)
Dolls (ドールズ?, Dōruzu) è un film del 2002, scritto, diretto e montato da Takeshi Kitano.
Film d'arte altamente stilizzato, Dolls fa parte dei lavori di Kitano non-crime (come Il silenzio sul mare, 1991) e, diversamente dalla maggior parte dei suoi film, lui non vi recita. È stato elogiato per la sua fotografia e per i costumi (dello stilitsta Yohji Yamamoto). Il film è stato presentato in concorso alla 59ª Mostra internazionale d'arte cinematografica di Venezia.

## Trama
Inizia uno spettacolo di bambole Bunraku.
Matsumoto e Sawako hanno deciso di sposarsi. Lui però, per motivi di puro interesse economico, viene convinto dai suoi genitori ad accettare la proposta del suo datore di lavoro di sposarne la figlia. Sawako, disperata, decide di suicidarsi con un'overdose di medicinali, viene salvata all'ultimo istante e ricoverata in ospedale. Matsumoto, venuto a sapere dell'accaduto, fugge dalla chiesa dove stava per sposarsi e raggiunge l'ospedale, dove trova Sawako che non è in grado di ragionare e si comporta come una bambina.
Matsumoto decide di portarla via con sé in auto. La coppia si ferma ad un'area di servizio, dove lei passa il tempo con un giocattolino infantile. Ma a causa del suo stato mentale, Sawako è imprevedibile, si allontana e non è in grado di proteggersi. Passano ancora notti senza che i due sappiano cosa fare finché Matsumoto non trova una corda rossa e decide di legarla a sé. La mattina dopo la macchina è abbandonata, dei due neanche l'ombra.
Un vecchio boss della Yakuza ricorda stancamente il suo passato amoroso, quando ogni sabato andava a sedersi su una panchina nel parco e una giovane ragazza, Ryoko, gli portava il pranzo per consumarlo insieme. Un giorno lui le annuncia la sua partenza alla ricerca di un futuro migliore per entrambi e lei gli promette di aspettarlo per sempre su quella panchina. Ogni sabato lei si presenterà e lo attenderà per dividere il pranzo.
Una giovane idol, Haruna Yamaguchi, è all'apice del successo, quando un tragico incidente la sfigura. Il suo più grande fan, sconvolto dal dolore, si acceca dopo aver guardato a lungo una foto della popstar. Haruna, fuggita da tutto e tutti dal momento dell'incidente, lo incrocia sulla spiaggia e decide di accettare l'incontro solo perché il giovane è cieco.
Mentre tutto ciò accade Matsumoto e Sawako si aggirano senza fermarsi per tutto il paese, affrontando le stagioni e sfidando il tempo, uniti dalla corda rossa.
Il boss visita nuovamente il parco dove si incontrava con la ragazza, e Hiro è sulla panchina. Il boss si siede vicino a lei. Dopo un'iniziale titubanza, Hiro decide che può condividere il pranzo con lui e, da quel momento, il vecchio non mancherà all'appuntamento per diversi sabati. Ma, proprio quando decide di rivelarsi, cade vittima di un agguato.
In autunno, Matsumoto e Sawako vagano fra gli alberi rossi. I loro indumenti sono cambiati, e si confondono con l'atmosfera di grigiore che aleggia nell'aria.
Haruna e il suo fan sono in un campo di rose. Lei lo guida e scoprono il piacere della solitudine, del profumo dei fiori e della natura. Dopo qualche tempo il corpo del fan viene rinvenuto sul ciglio di una strada, morto. Da quel momento Haruna è nuovamente seduta sulla spiaggia con le bende e il suo sguardo nostalgico.
Hiro aspetta inutilmente il boss, che non arriva. Lei è nuovamente sola, e i suoi occhi si riempiono di nostalgia.
Matsumoto e Sawako non hanno più una meta. Non parlano e vagano legati con la corda rossa tra l'autunno rosso, l'estate grigia e la primavera rosata dai peschi in fiore, finché nella neve, in inverno, i due ruzzolano per un precipizio. Il mattino dopo i due sono sospesi sul vuoto, precariamente agganciati ad un ramo con la loro corda rossa. Il sole sorge e la vita si ferma.
Le due bambole Bunraku ci guardano con i loro visi spenti e scompaiono nel buio.

## Colonna sonora
La colonna sonora del lungometraggio è stata composta da Joe Hisaishi, suo ultimo lavoro al fianco di Kitano dopo una ripetuta collaborazione. Venne pubblicata per le etichette Universal Music Japan e Milan Records il 2 ottobre 2002.
1. Sakura – 4:40
2. Pure White – 2:48
3. Mad – 4:55
4. Feel – 4:58
5. Dolls – 4:09

## Accoglienza

### Critica
Secondo l'aggregatore di recensioni Rotten Tomatoes, il film ha ottenuto un indice di apprezzamento del 73% e un voto di 6,60 su 10 sulla base di 40 recensioni. Il consenso critico del sito recita: «Dolls non offre risposte facili, ma per il pubblico in sintonia con la sua accattivante lunghezza d'onda, il lavoro dello scrittore-regista Takeshi Kitano offre ricompense ricche e distintive». Su Metacritic, il film ha ottenuto un voto di 71 su 100 sulla base di 16 recensioni.

## Riconoscimenti
- 2002 – Mostra internazionale d'arte cinematografica
  - In concorso per il Leone d'oro al miglior film
- 2003 – New Horizons Film Festival
  - Vincitore